# Лестица
Лестѝца (на италиански: Lestizza; на фриулски: Lestize, Листице) е малко градче и община в Северна Италия, провинция Удине, автономен регион Фриули-Венеция Джулия. Разположено е на 24 m надморска височина. Населението на общината е 3937 души (към 2010 г.).